# Nurali Emomali
Nurali Emomali (8 de abril de 2002) é um judoca tajique. Competiu nos Jogos Olímpicos de Verão de 2024 em Paris.
O judoca Nurali Emomali terminou em sétimo lugar nos Jogos Olímpicos de Paris de 2024. Foi vitorioso no Grand Slam de Tashkent em 2024. Participou no Campeonato do Mundo de Juniores em Guayaquil, em 2022, onde conquistou a medalha de ouro. Em 2022, sagrou-se campeão do mundo de juniores em Guayaquil. Em 2024, ganhou a prata no Grand Slam de Antalya.
Teve uma lesão grave nos Jogos Olímpicos de 2024 em Paris na luta com o japonês Hifumi Abe